# Basiliek van San Marco (Venetië)

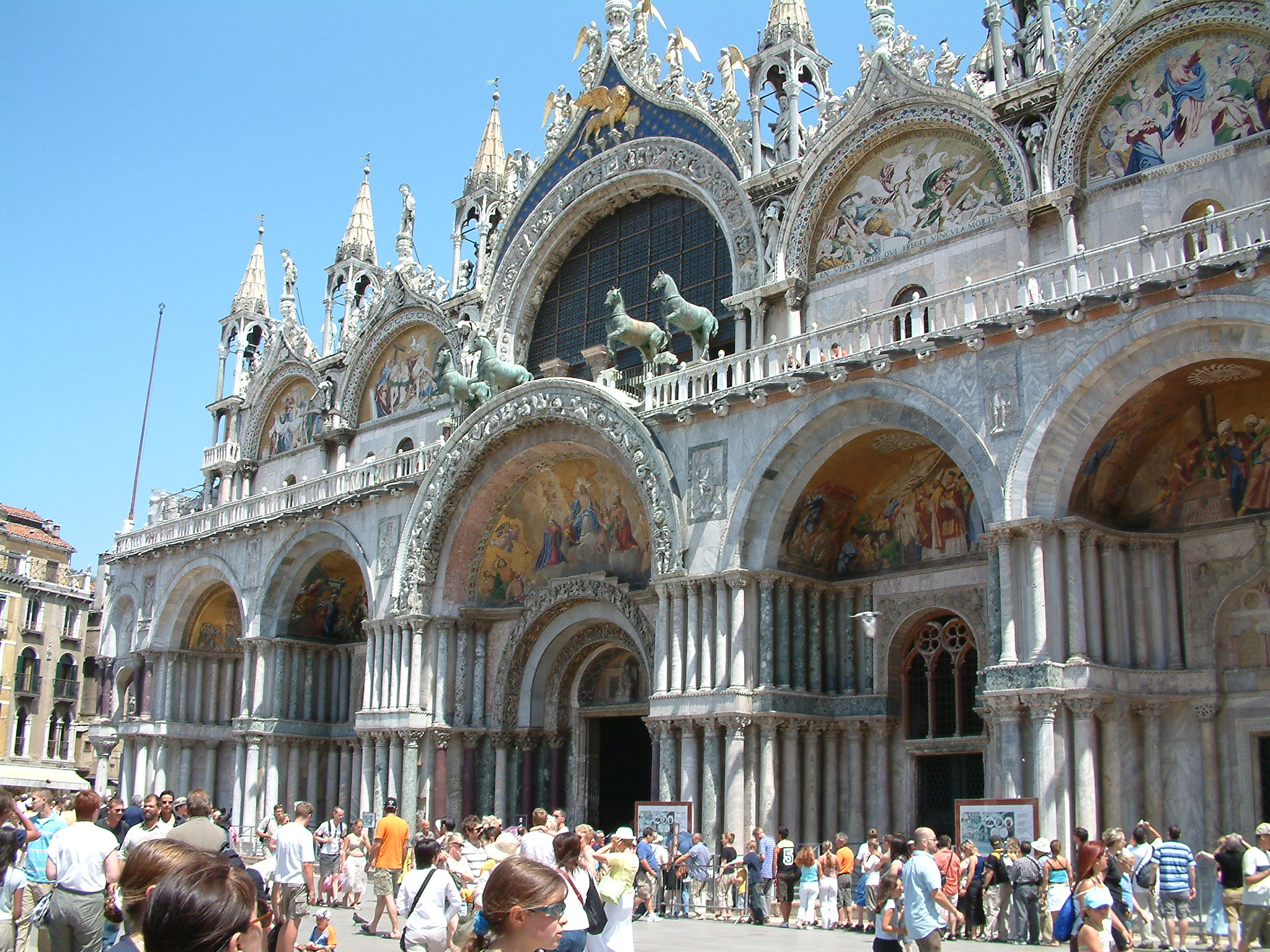
Voorgevel

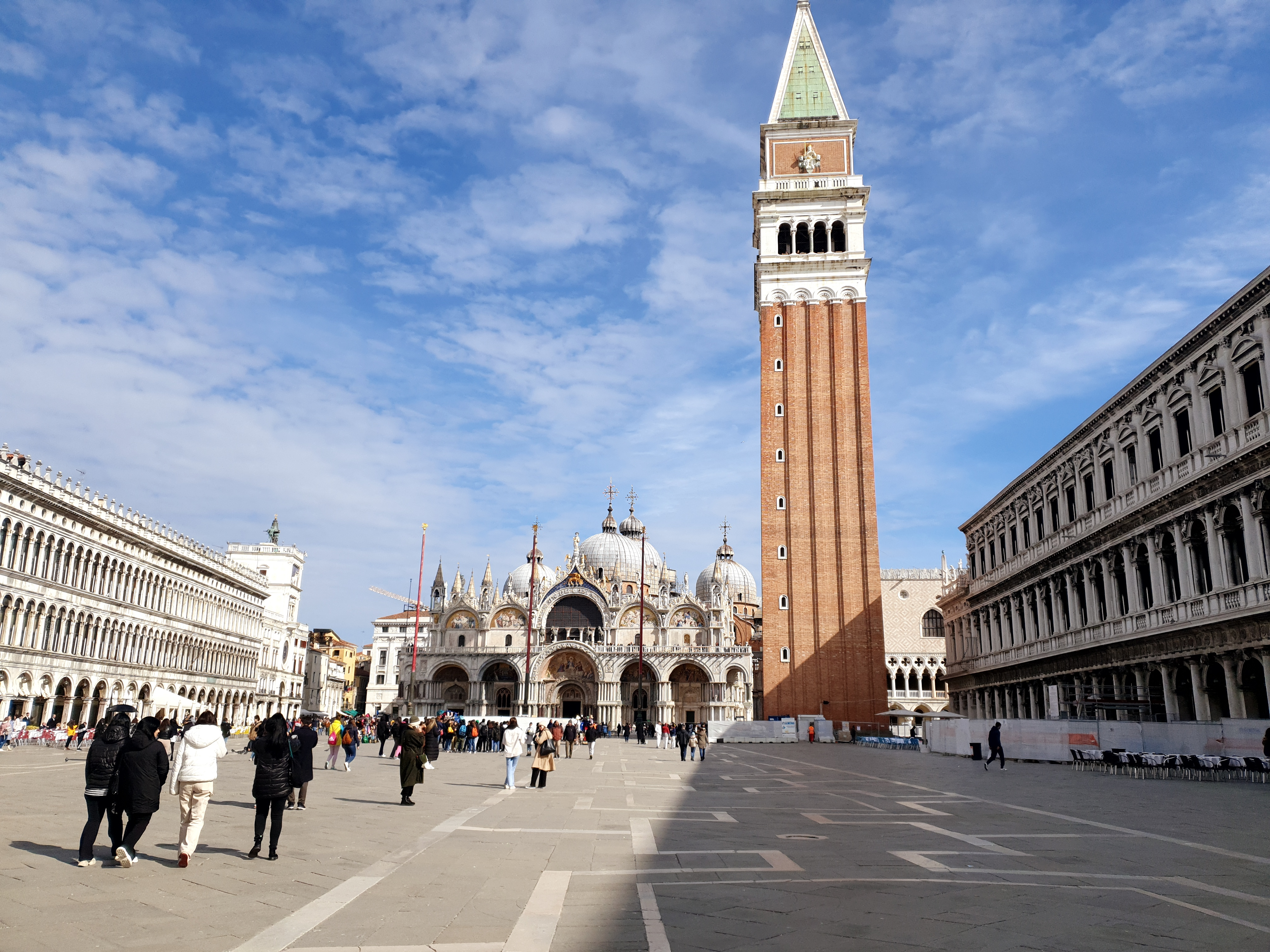
Basiliek vanaf het San Marcoplein

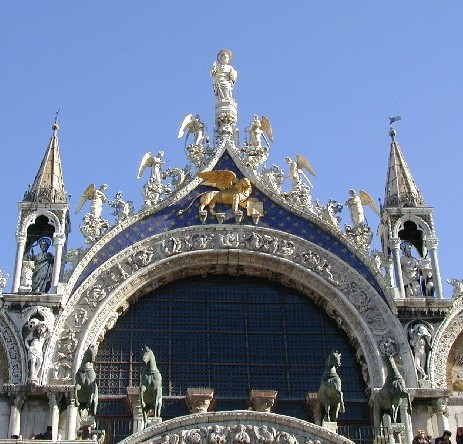
San Marco en de engelen

De Patriarchale Kathedrale Basiliek van San Marco (Basilica Cattedrale Patriarcale di San Marco) is de kathedraal en de grootste kerk van Venetië. Zij ligt aan het San Marcoplein, naast het Dogepaleis (Palazzo Ducale).

## Geschiedenis
De huidige basiliek is de derde kerk op deze plaats. Zij dateert van rond 1060. De oorspronkelijke San Marco is gebouwd om de overblijfselen van de Heilige Marcus, die in 828 door Venetië geroofd waren uit Alexandrië, een laatste rustplaats te bieden. De San Marco is pas sinds 1807 de kathedraal van Venetië, tot dan toe was dat de San Pietro di Castello op het oostelijke eiland van de stad.

## Exterieur
De gevel van de basiliek is versierd met onder andere een vierspan en de Venetiaanse leeuw, symbool van Marcus de evangelist. Het bronzen vierspan op de gevel is een replica van de originele paardengroep, die waarschijnlijk uit de 2e eeuw stamt. Deze paarden zijn uniek omdat andere groepen van triomfkarpaarden uit de oudheid niet bewaard zijn gebleven. Ze zijn als buit van de Vierde Kruistocht uit Constantinopel naar Venetië gebracht. Napoleon heeft de paarden enige tijd op de Arc de Triomphe du Carrousel in Parijs laten plaatsen. De kerven in de paardengroep zijn met opzet aangebracht om schittering te voorkomen.
De basiliek heeft vijf koepels en is rijkelijk versierd en voorzien van bogen en vele torentjes. De hoofdingang heeft beeldhouwwerken uit de 13e eeuw die de maanden van het jaar uitbeelden. Boven de hoofdingang staan beelden uit de 15e eeuw van San Marco en diverse engelen. Naast de basiliek staat de Campanile.

## Interieur
Het interieur is beroemd om zijn mozaïeken in de koepels en om de golvende vloeren van marmer en mozaïek. Het heeft de vorm van een Grieks kruis, en op alle uiteinden én op het kruispunt zijn koepels aangebracht. De bekendste zijn de Hemelvaartkoepel uit de 13e eeuw en de Pinksterkoepel uit de 12e eeuw.
In het Atrium (vestibule) zijn ook mozaïeken uit 13e eeuw in de koepel. Het zijn twaalf episoden uit het Oude Testament in de Genesiskoepel tot afbeeldingen over Jozef en Mozes.
De sarcofaag van Sint-Marcus staat achter het altaar.
Achter de kapel van de Heilige Clemens is het beroemde van edelstenen voorziene altaarstuk, de Pala d'Oro te zien. Hoewel Napoleon verschillende edelstenen uit het altaarstuk geroofd heeft, is het nog redelijk intact. Het heeft 250 brandschilderwerken op goudfolie in een gouden lijst. Het is in 976 in Byzantium gemaakt en is ook roofbuit van de Vierde Kruistocht.
Het doksaal (een scherm tussen het schip en het priesterkoor) is versierd met marmeren beelden van Maria en de apostelen. Het is gemaakt door de broers Dalle Masegne in 1394. Er is een baldakijn boven het hoofdaltaar.
Er zijn diverse kapellen, zoals de doopkapel (Chiesa des putti, wat "kerk van de baby's" betekent), de Zenkapel, waar kardinaal Zen begraven ligt, de kapel van de Heilige Isidorus, alleen toegankelijk voor gebed, en de Mascolikapel, genoemd naar het broederschap Mascoli en versierd met afbeeldingen van Maria. Verder is er nog de San Pietrokapel.
Bij de hoofdingang bevindt zich ook de trap naar de eerste verdieping, de Loggia dei Cavalli. Dit is het Museum Marciano. Hier zijn onder andere de originele vergulde bronzen paarden (de Quadriga) te zien. Bovendien zijn de mozaïeken hier van dichterbij te bekijken. Ook zijn er verschillende schaalmodellen te zien. Hier is ook nog de Pala feriale van Paolo Veneziano uit de 14e eeuw te zien.
In de rechterzijbeuk is de Schatkamer (Tresoro) van de San Marco. Hierin zijn andere schatten te zien die meegenomen werden als buit van de Vierde Kruistocht, met nog een verzameling Byzantijns zilver, goud en glaswerk. Er zijn bokalen, reliekhouders, kelken en twee iconen van de aartsengel Michael. Ook is er nog een reliekhouder uit de 11e eeuw in de vorm van een basiliek met vijf koepels.
Ook zijn hier verschillende relieken te zien met botten van onder andere Sint-Marcus en Jakobus de Mindere.

## Galerij

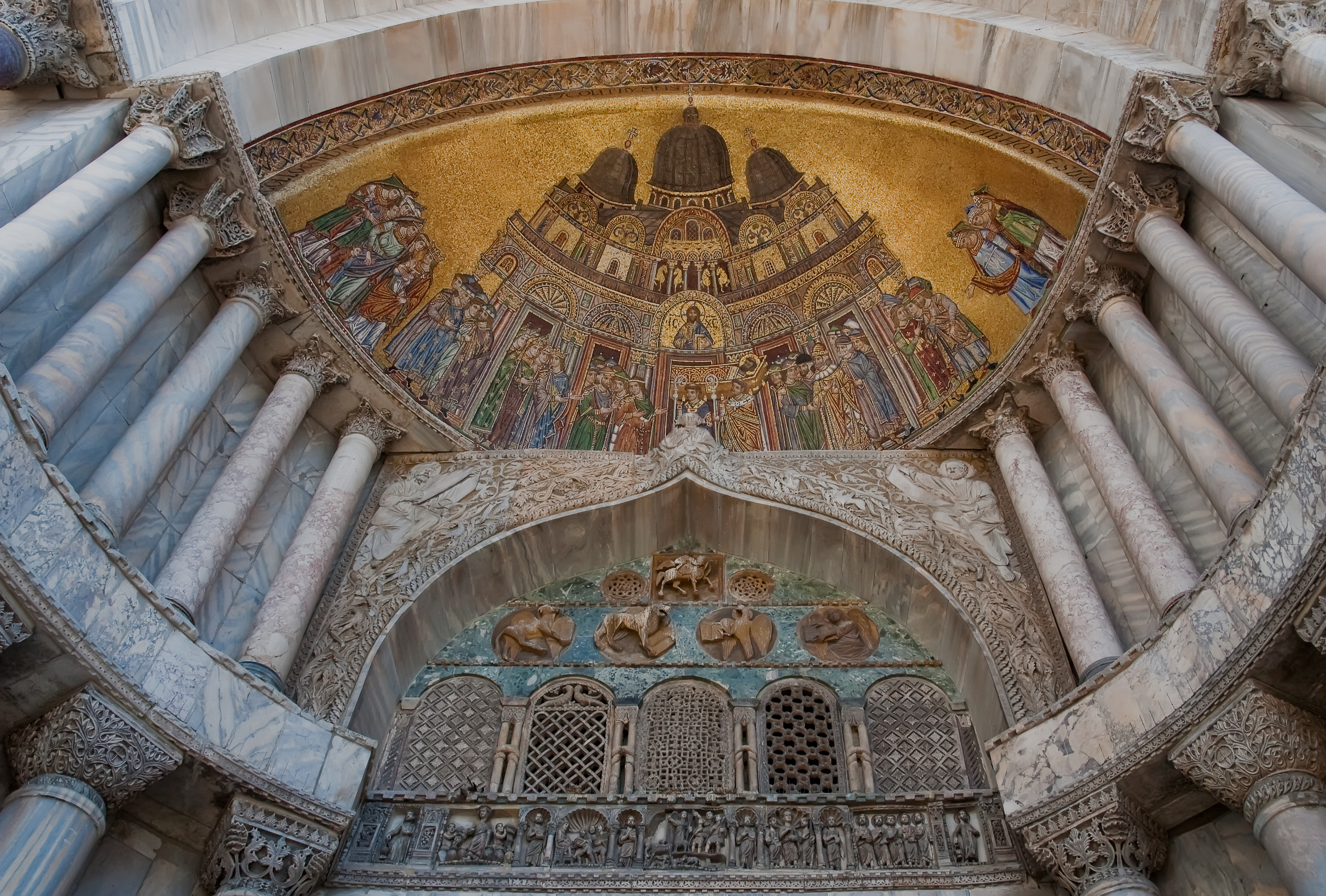
Detail voorgevel
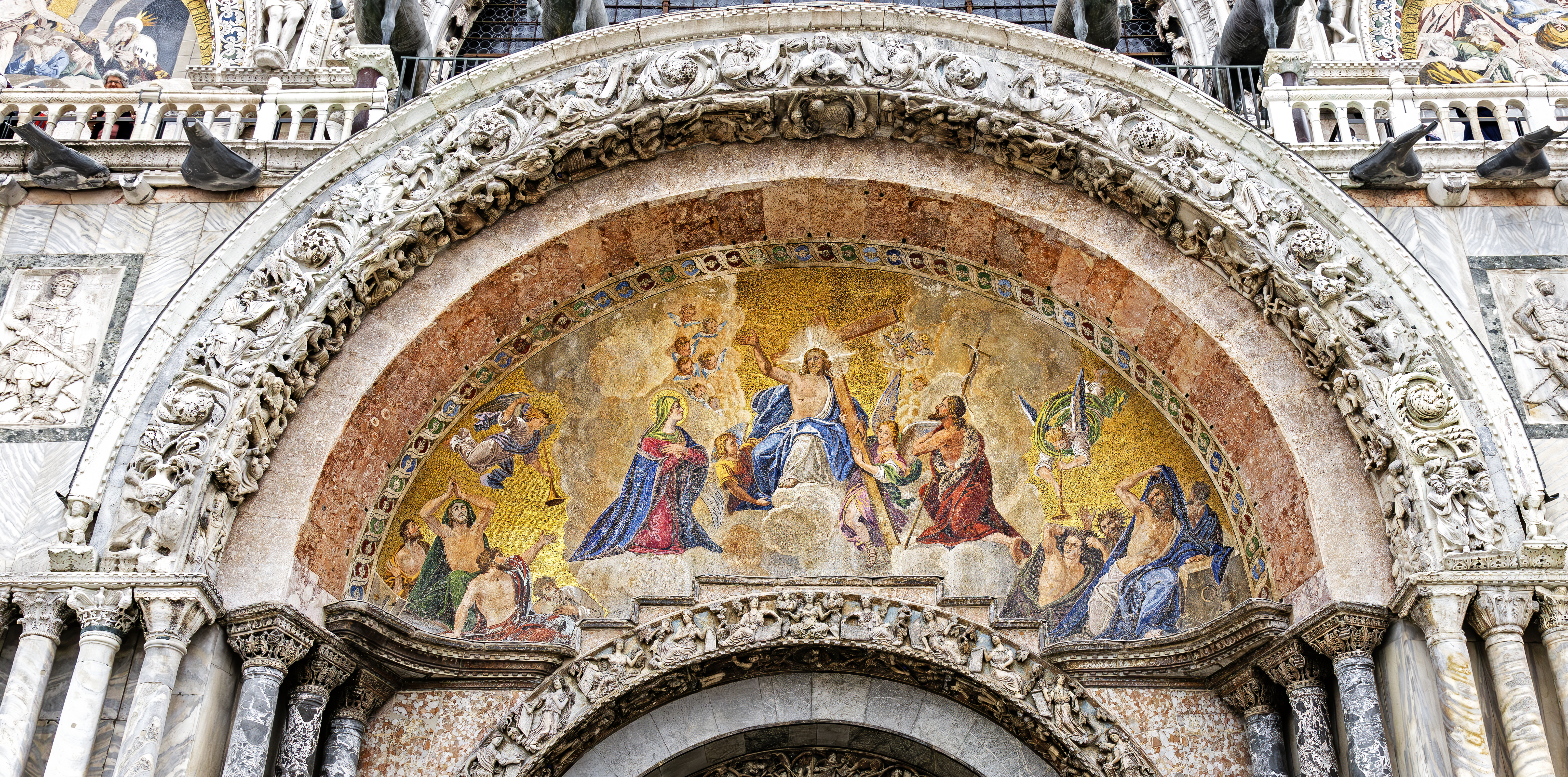
Het laatste oordeel door Lattanzio Querena
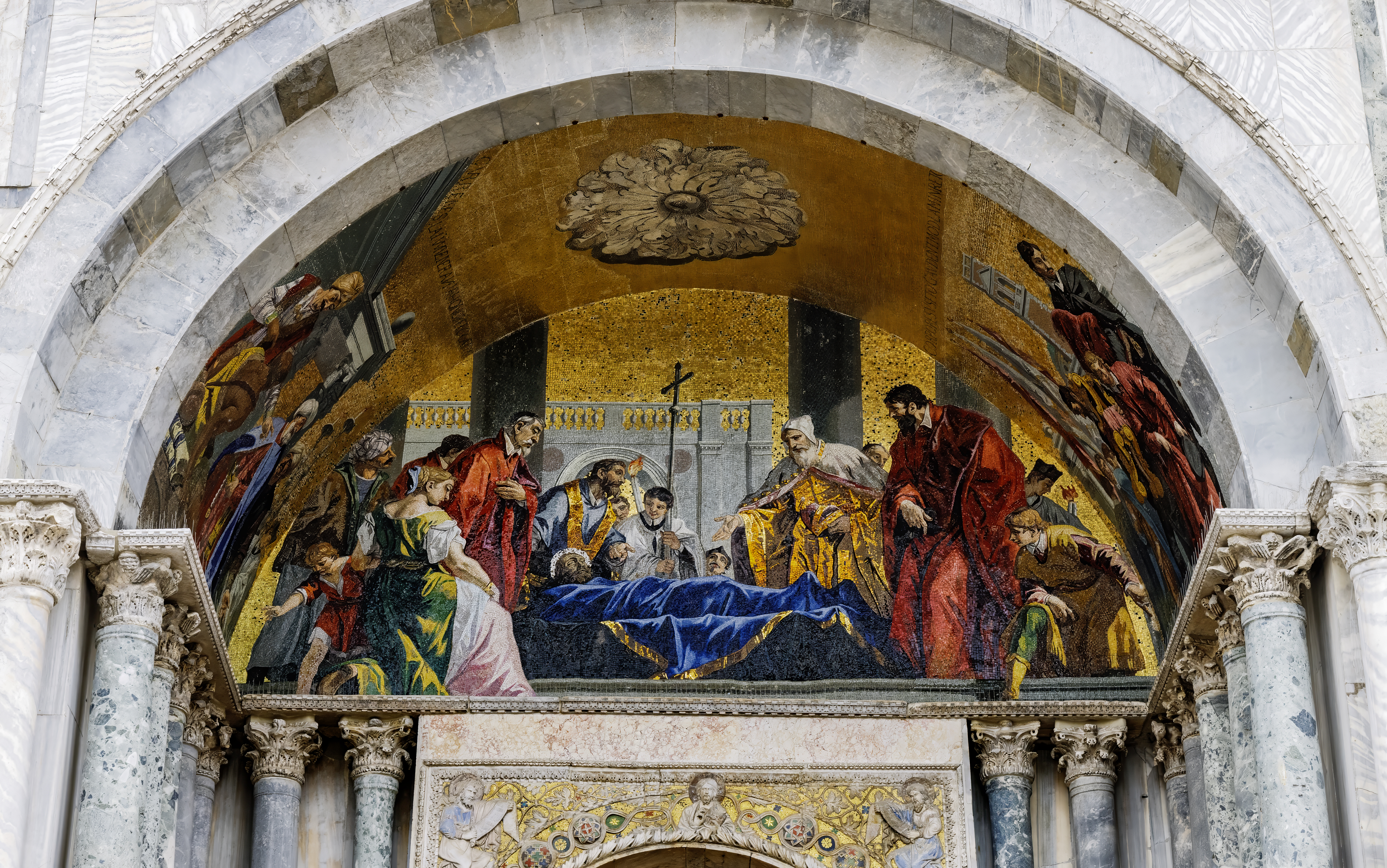
Het lichaam van Sint Marcus vereerd door de doge
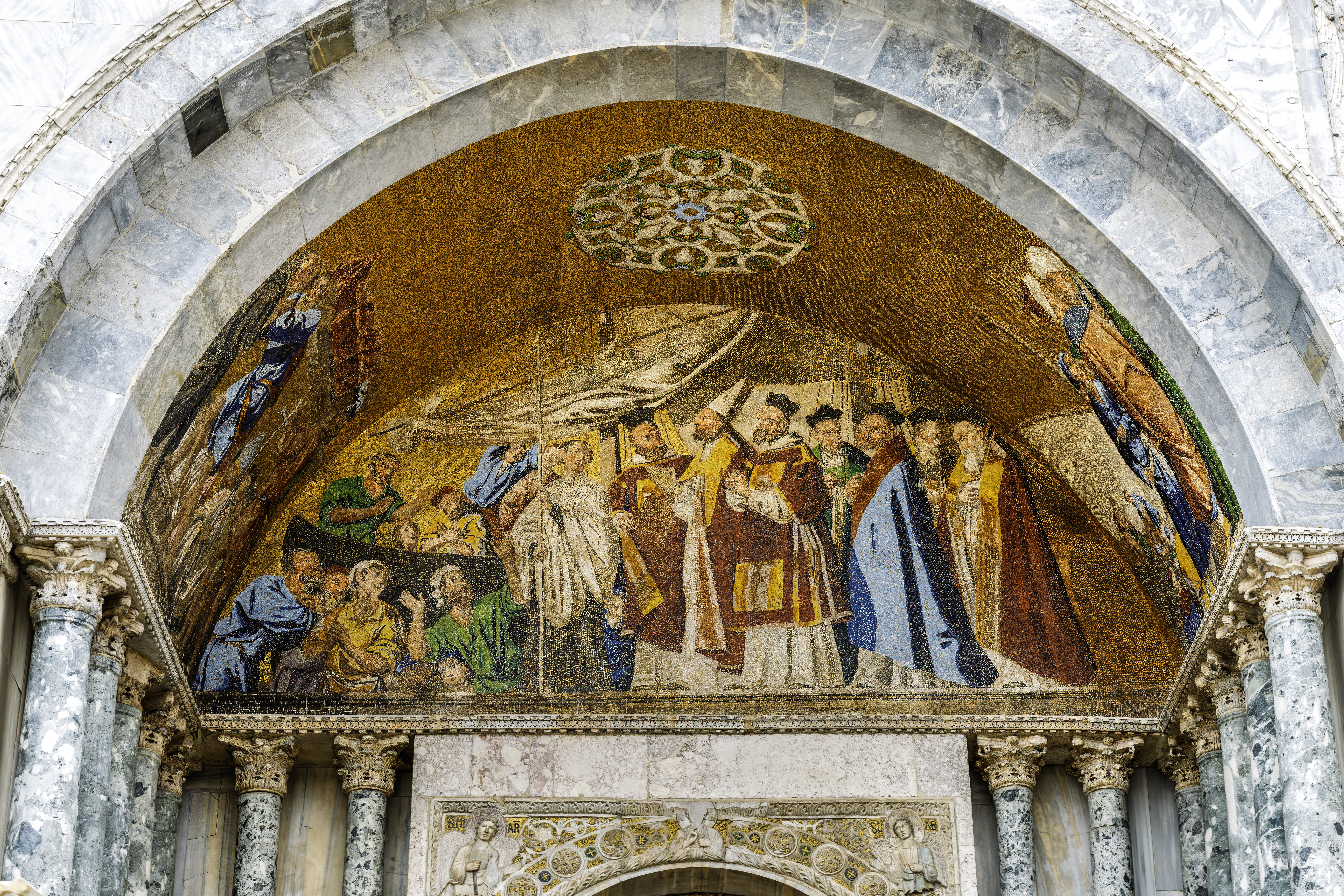
Detail voorgevel
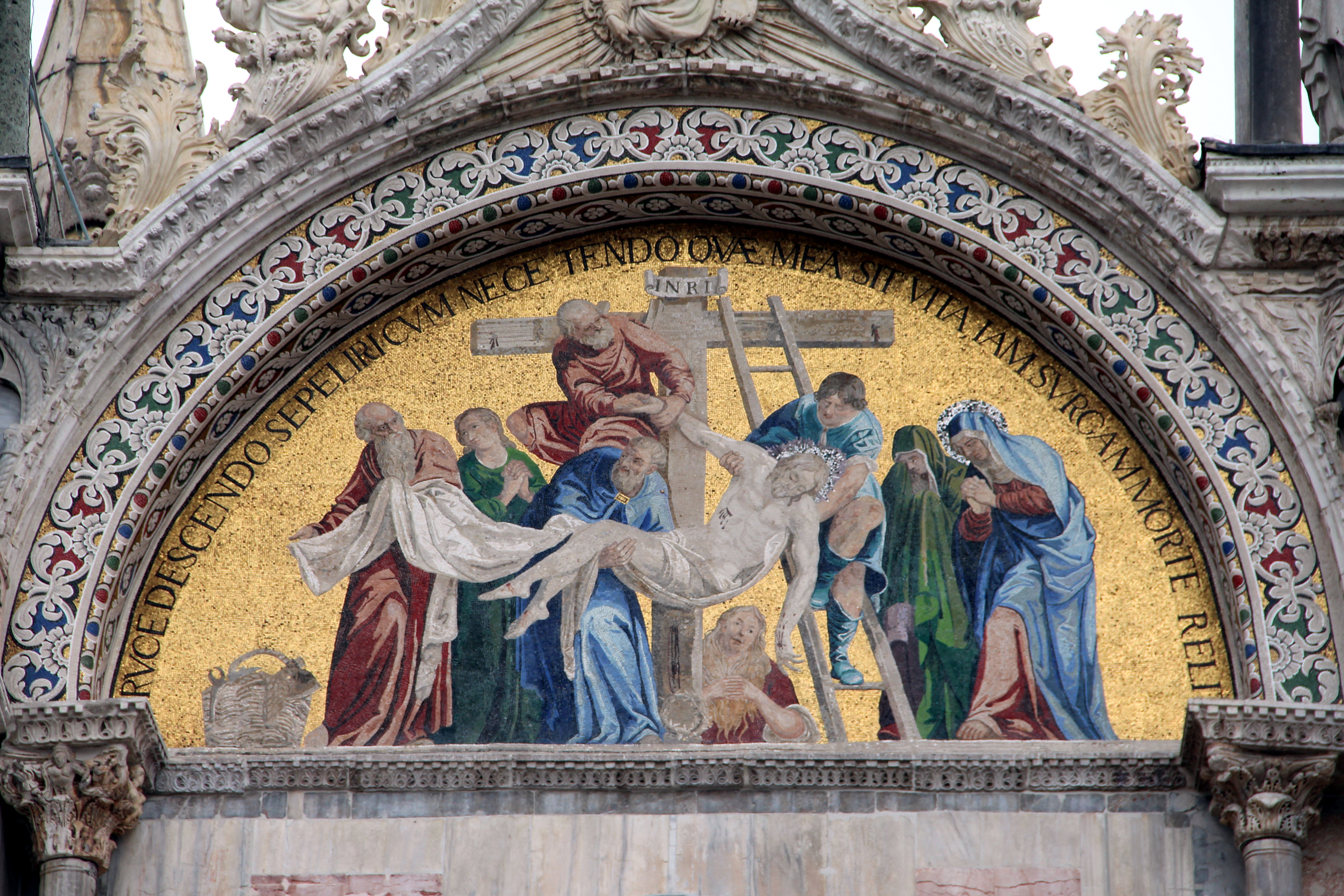
De Kruisafneming die de lunet van het bovenste register van het Saint-Alipe-portaal van de Basiliek siert.
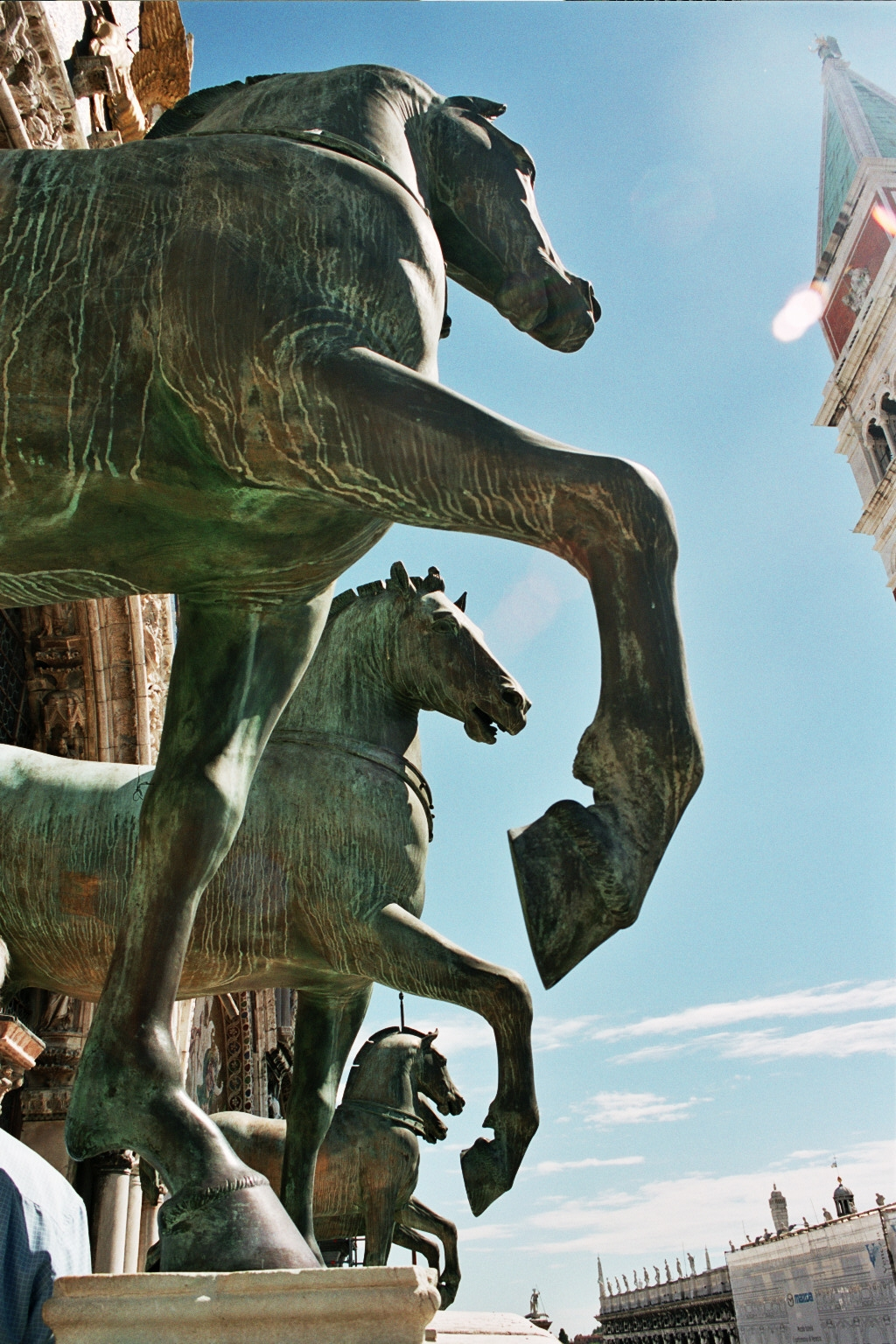
De paarden van San Marco
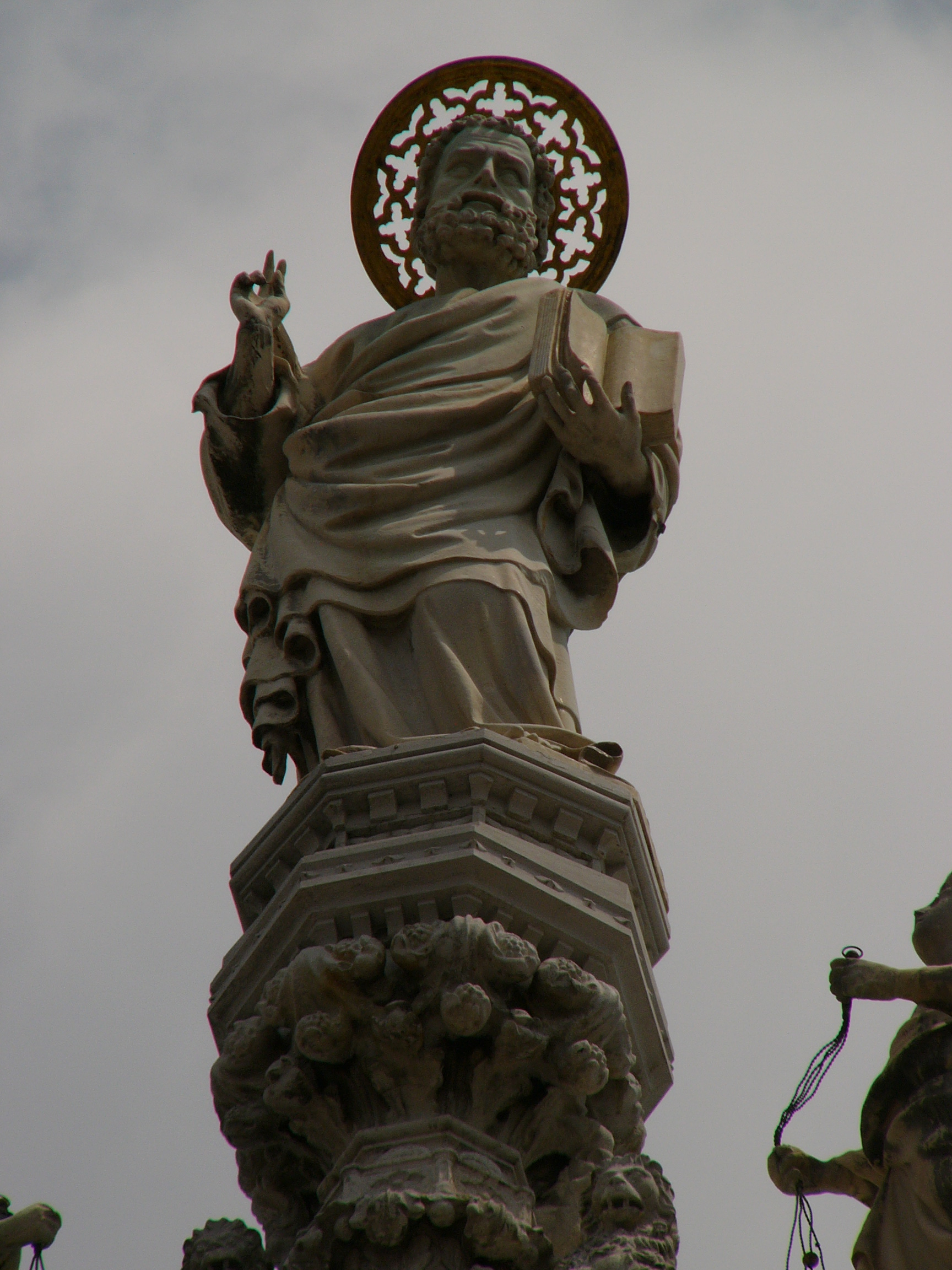
San Marco
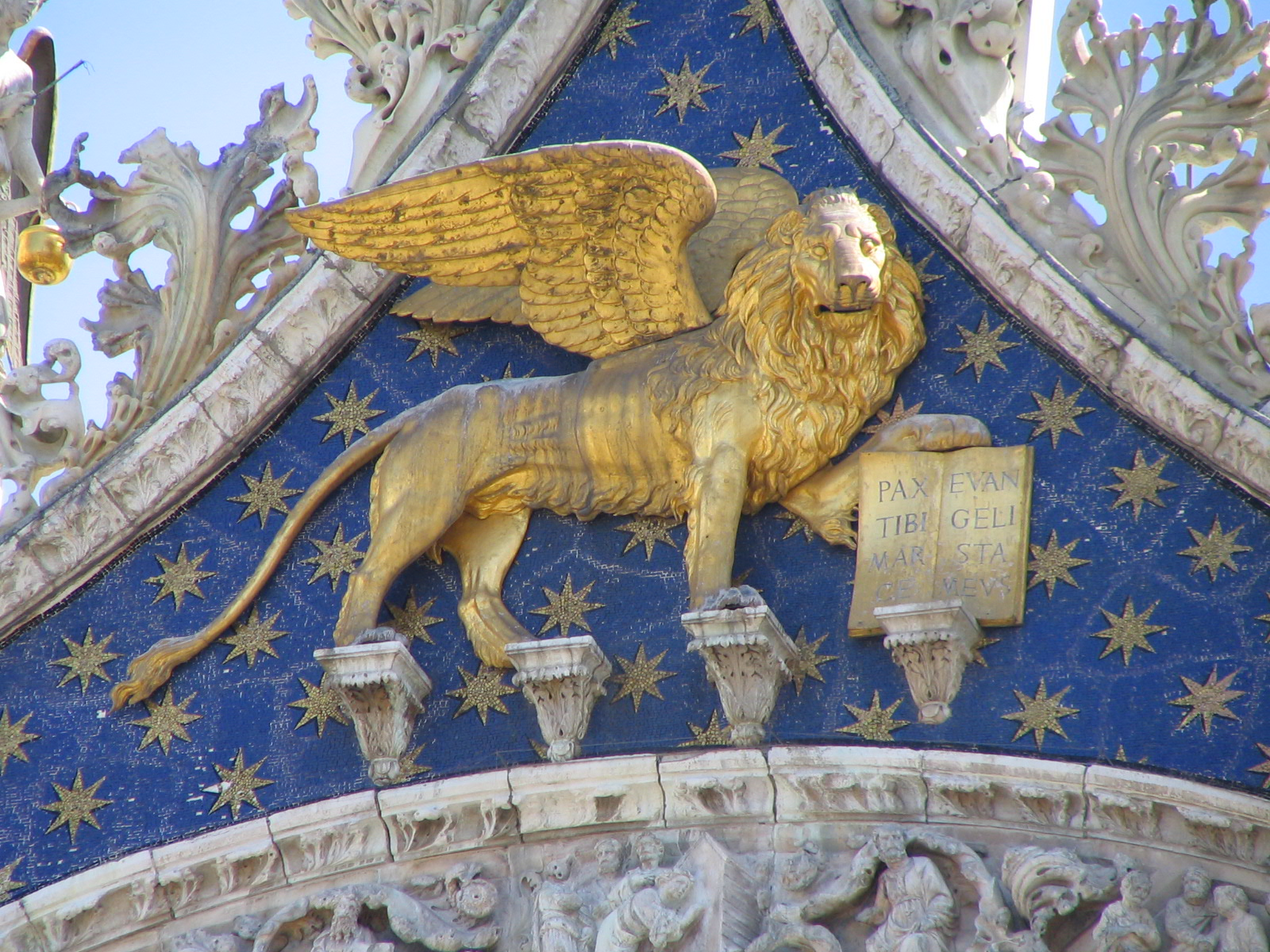
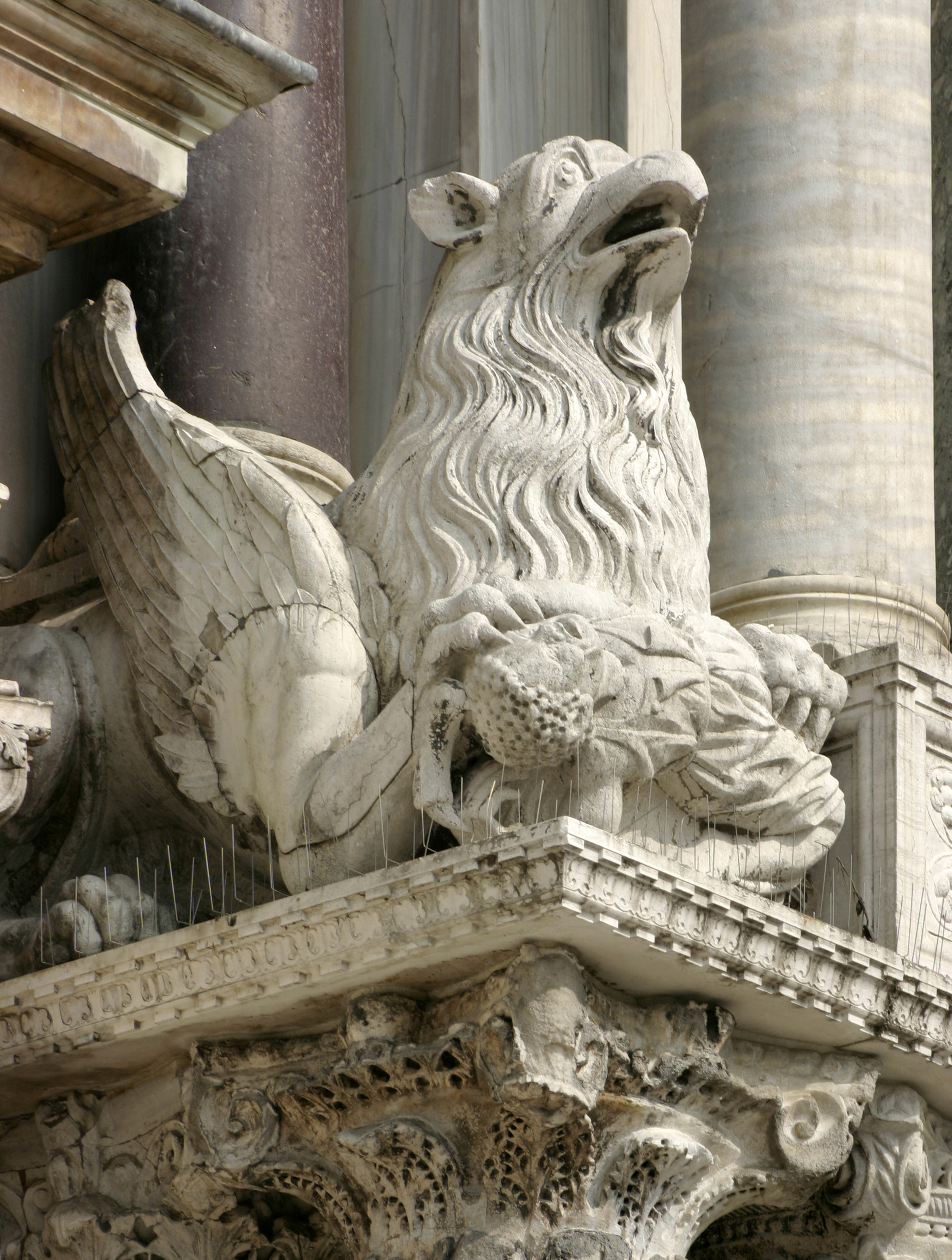
Griffioen
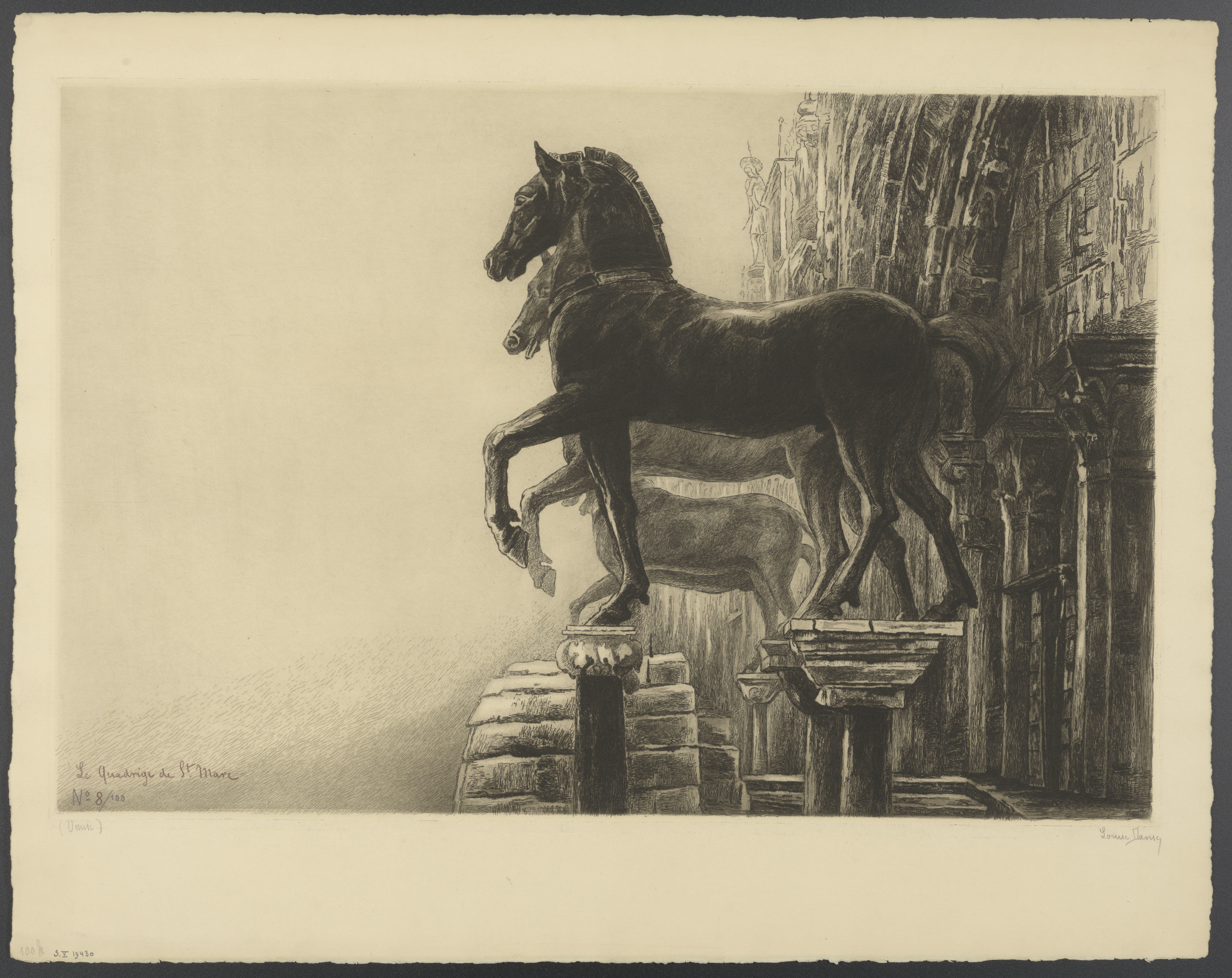
Louise Danse, De paarden van San Marco
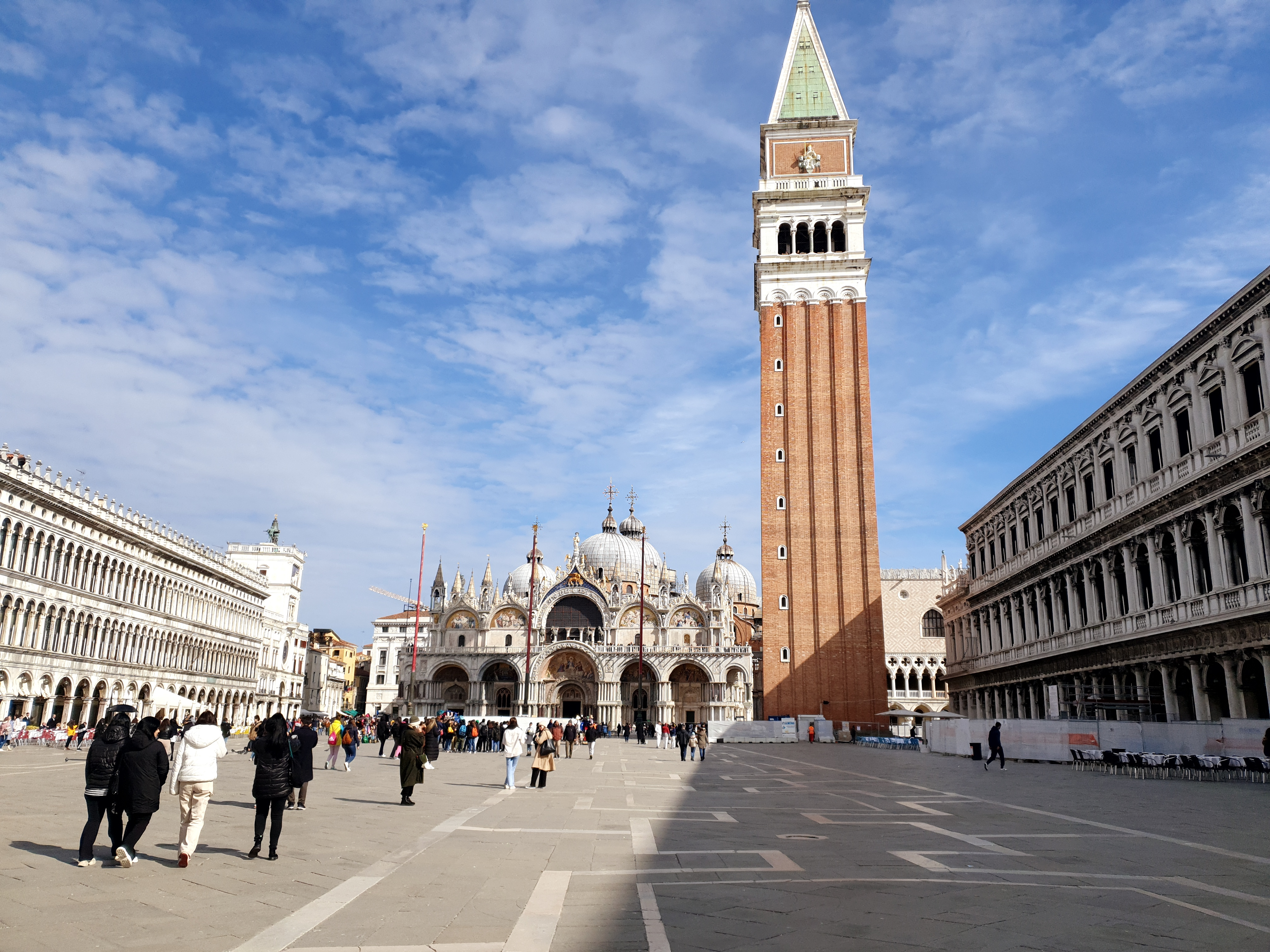
San Marcoplein
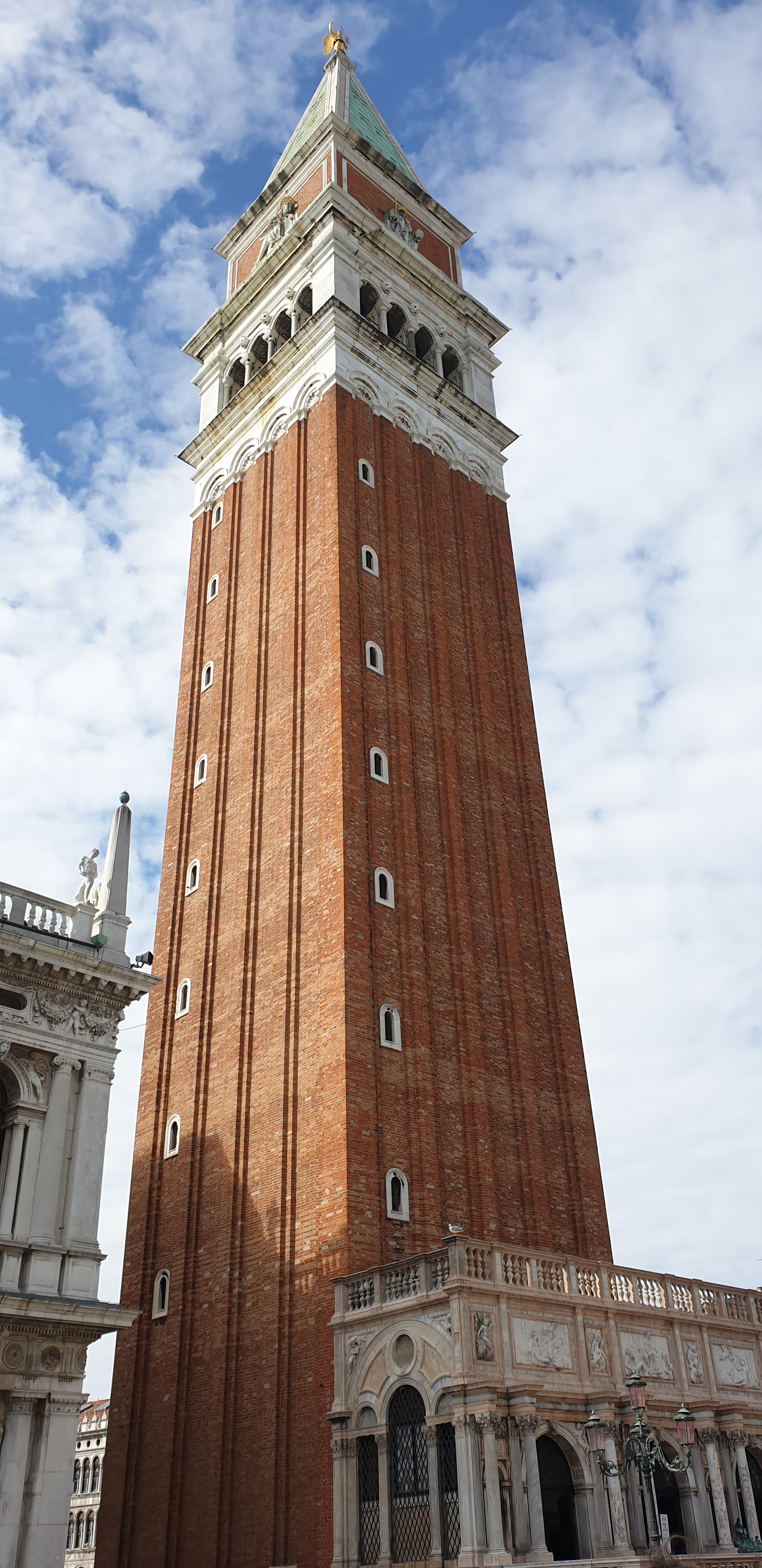
De campanile (klokkentoren)

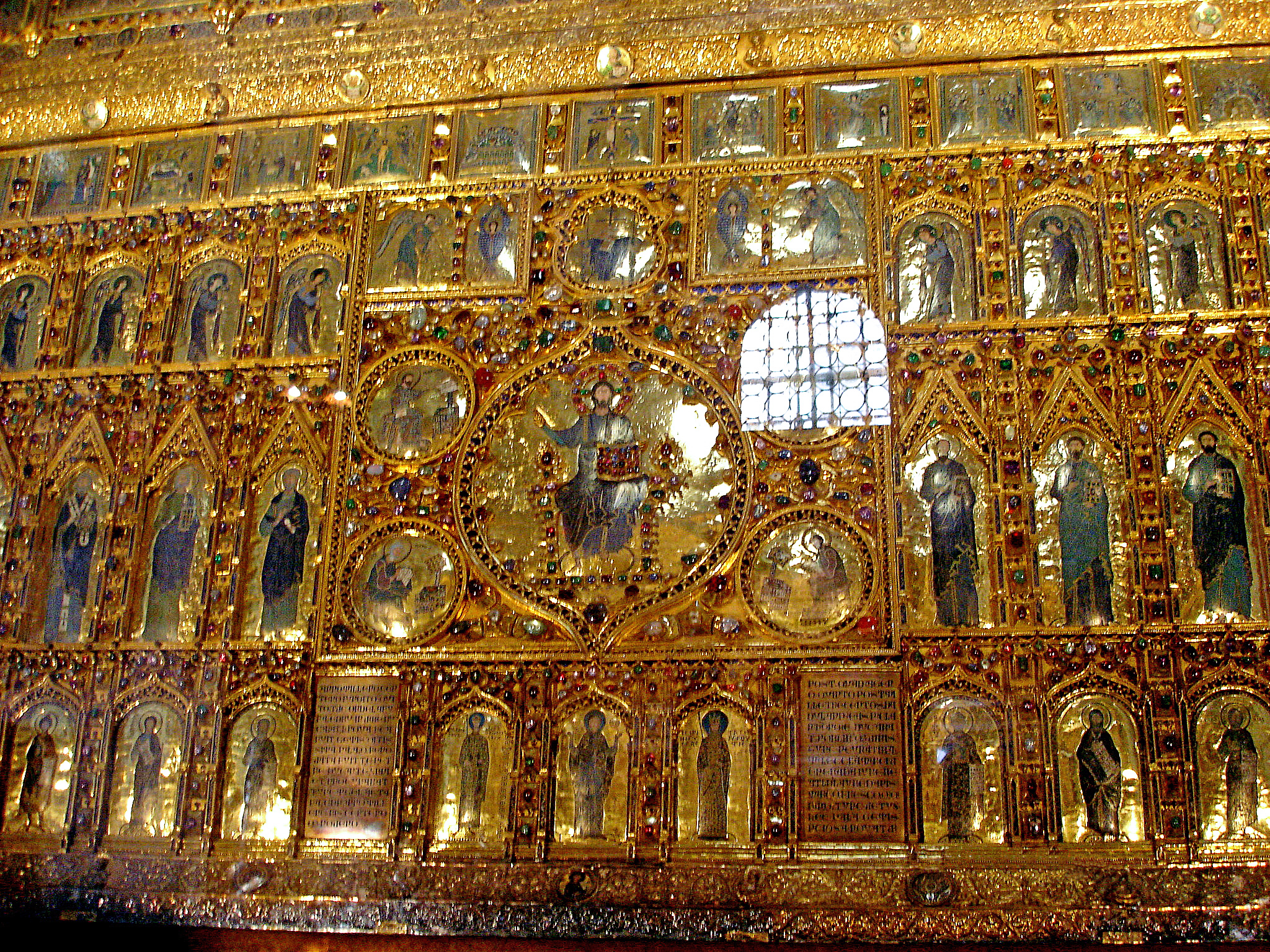
Pala d'Oro